# Ronnie Tober

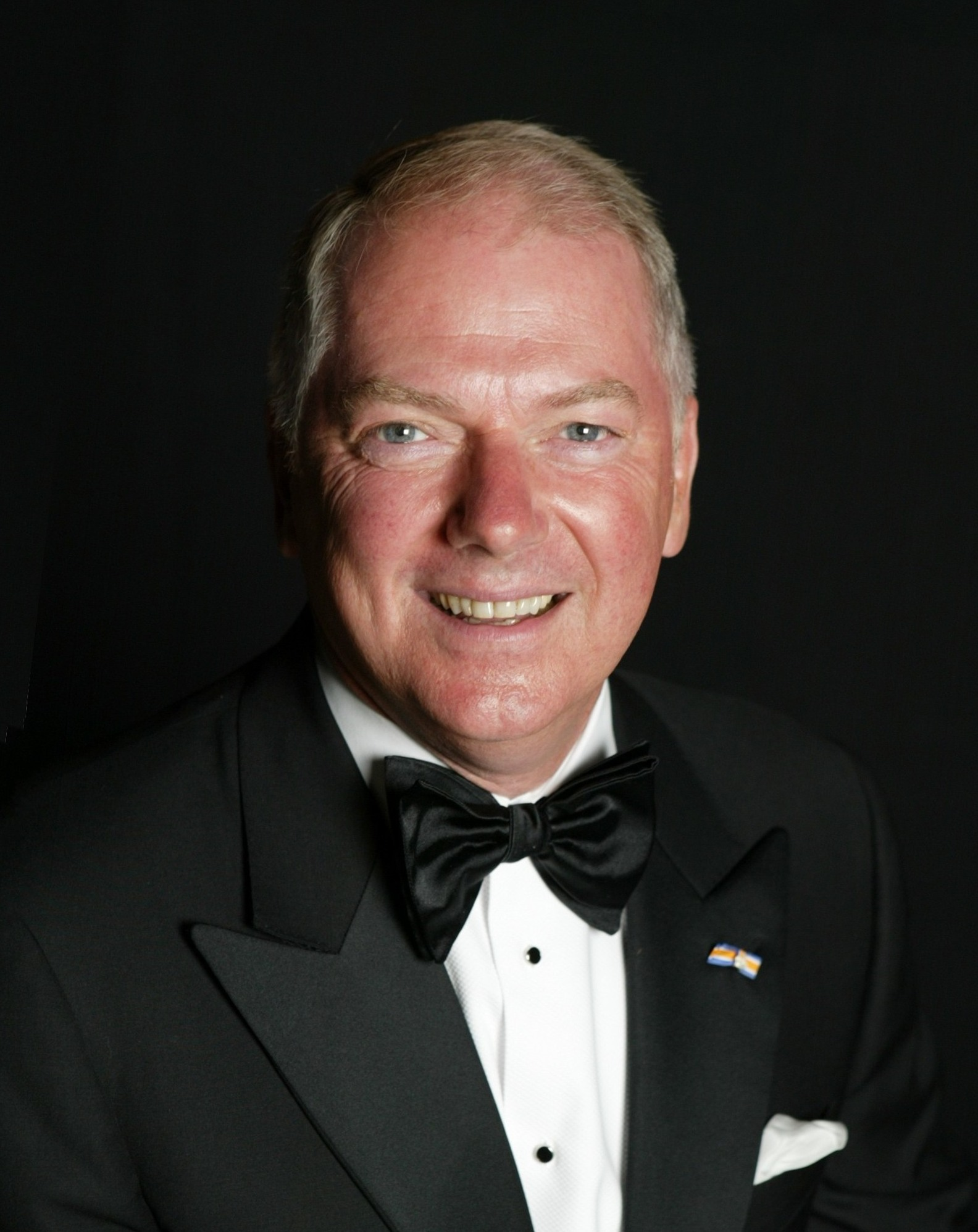
Ronnie Tober

Ronnie Tober (eigentlich: Ronald Edwin Tober; * 21. April 1945 in Bussum) ist ein niederländischer Schlagersänger.

## Leben
Im Alter von drei Jahren kam Tober mit seiner Familie nach Albany in die Vereinigten Staaten. Er wurde dort als Sänger aktiv und hatte Auftritte beim lokalen Fernsehsender und betätigte sich als Musicaldarsteller. Nach einem Auftritt in der niederländischen Musiksendung Off the Cuff 1963 wurde er von einer örtlichen Plattenfirma entdeckt. Mit Iedere Avond erschien 1964 seine Debütsingle. 1966 hatte er eine erfolgreiche Teilnahme beim Sopot Festival, seine Teilnahme beim Eurovision Song Contest 1968 in London mit dem Schlager Morgen hingegen endete mit dem letzten Platz.
Ronnie Tober blieb über Jahrzehnte ein bekannter Schlagersänger in den Niederlanden. 2003 gründete er die Stiftung Ronnie Tober Foundation, die sich um Menschen mit geistiger Behinderung kümmert.

## Diskografie

### Alben
- 1965: De Ronnie Tober Show
- 1969: Ronnie Tober successen
- 1971: Kerstfeest Met Ronnie Tober
- 1972: Met Een Roos In Je Blonde Haren
- 1973: Yesterday’s Dreams
- 1979: De Zon In M’n Hart
- 1981: Christmas Around The World
- 1981: Ronnie Tober, Voor jou alleen
- 1999: Honeymoon Souvenirs
- 2002: Zelfportret
- 2003: Zoals Ik Ben
- 2008: Nu
- 2013: That’s What Friends Are For

### Singles
| Jahr | Titel Album                            | Höchstplatzierung, Gesamtwochen, AuszeichnungChartsChartplatzierungen (Jahr, Titel, Album, Platzierungen, Wochen, Auszeichnungen, Anmerkungen) | Anmerkungen      |
| Jahr | Titel Album                            | NL | Anmerkungen      |
| ---- | -------------------------------------- | --- | ---------------- |
| 1965 | Iedere Avond –                         | NL11 (15 Wo.)NL |                  |
| 1965 | Geweldig –                             | NL23 (5 Wo.)NL |                  |
| 1965 | Verboden Vruchten –                    | NL37 (1 Wo.)NL |                  |
| 1969 | Arrivederci Ans Ronnie Tober successen | NL23 (3 Wo.)NL |                  |
| 1971 | Rozen Voor Sandra –                    | NL16 (10 Wo.)NL |                  |
| 1972 | Met Een Roos In Je Blonde Haren        | NL30 (5 Wo.)NL |                  |
| 1974 | Mamma Weet Wat Goed Is –               | NL31 (3 Wo.)NL |                  |
| 1975 | Naar De Kermis –                       | NL11 (5 Wo.)NL | mit Ciska Peters |
| 1975 | Een Heel Gelukkig Kerstfeest –         | NL10 (3 Wo.)NL | Various Artists  |